# Willy Røgeberg
Willy Mads Henry Røgeberg (ur. 11 grudnia 1905 w Kristianii, zm. 15 grudnia 1969 w Oslo) – norweski strzelec sportowy. Dwukrotny medalista olimpijski.
Specjalizował się w strzelaniu karabinowym. Brał udział w trzech igrzyskach na przestrzeni ponad dwudziestu lat (IO 24, IO 36, IO 48), na dwóch zdobywał medale. W 1936 triumfował w strzelaniu z karabinu malokalibrowego na dystansie 50 metrów w pozycji leżącej. Dwanaście lat później zajął trzecie miejsce w strzelaniu na dystansie 300 metrów (trzy postawy). Wielokrotnie stawał na podium mistrzostw świata, m.in. w 1947 triumfował w strzelaniu na 50 m leżąc.
W trakcie II wojny światowej był więźniem obozu koncentracyjnego Grini.